# علم الصرف
علم الصرف أو علم تشكُّل الكلمات هو العلم الذي يعرف به أحوال أبنية الكلمة، وصرفها على وجوه شتى لمعان مختلفة، وقد يكون هذا التغيير لسبب معنوي، أو لسبب لفظي.

## التعريف
الصَّرْفُ، ويُقال له: التصريفُ.
هو لغةً: التغييرُ، ومنه { تصريفُ الرياحِ } أي تغييرها.
واصطلاحًا بالمعنى العَمَلىّ: تحويلُ الأَصلِ الواحدِ إلى أمثلةٍ مختلفةٍ، لِمعانٍ مقصودة، لا تحصُل إلا بها، كاسمَىْ الفاعلِ والمفعولِ، واسمِ التفضيلِ، والتثنيةِ والجمعِ، إلى غير ذلك.
وبالمعنى العِلْمِيّ: علمٌ بأصول يُعْرَف بها أحوالُ أبنيةِ الكلمةِ، التي ليست بإعرابٍ ولا بناءٍ.

## موضوعه
الألفاظُ العَرَبيَّةُ صِحَّةً واعتِلالًا، وأصالةً وزيادةً، وغَيرَ ذلك.
ما يتناوله علم الصرف من الكلمات:
1. الأسماءُ المُعْرَبة (المُتَمَكِّنةُ من باب الاسمية).
2. الأفعالُ المُتصَرِّفةُ (غيرُ الجامِدةِ).

ما لا يتناوله علم الصرف:
1. الأسماءُ الأعجَمِيَّةُ. لأنها لا تتصرف تصرّفًا كاملًا مثل الأسماء المُعْربة.[7]
2. حروف المعاني مثل حروف النداء والجر والعطف والاستفهام والنفي والنصب والجزم وغيرها.
3. الأسماء المبنية مثل: الضمائر وأسماء الاستفهام والشرط والإشارة والموصولة وغيرها.
4. أسماء الأصَواتُ، مِثْلُ: (غاقْ، عدسْ، طَقْ).
5. الأفعالُ الجامِدةُ، مِثلُ: ليسَ وعَسى، ونِعْمَ، وبِئْسَ... وغيرها.

وذلك لأن الأنواع السابقة  تَلزَمُ حالةً واحِدةً، لا تتصرف ولا تقبل الاشتقاق؛ فلا يَدخُلُها عِلمُ التَّصريفِ .

## تعريف
الميزان الصرفي: معيار موحّد توزن به الكلمات، الثلاثية توزن بـ (فعل) والرباعية بزيادة لام (فَعْلَل) والخماسية بزيادة لامين (فَعَلّلَ) وتُضبط حروف الميزان بما يطابق ضبط حروف الكلمة الموزونة. يبيّن الميزان الصرفي نوع الكلمة وصيغتها وعدد حروفها وحركاتها وسكناتها وترتيبها، وما يعرض لها من تغيير وحذف وزيادة وقلب وإعلال وإبدال وإدغام.
يقتصر الصرف على الأسماء المتمكنة (المعربة) والأفعال المتصرفة (غير الجامدة). وأما الحروف ومبنيات الأسماء وجوامد الأفعال، فلا يتناولها علم الصرف.
يُعرَفُ الصرف أيضا بعلم التشكل (باللاتينية: Morphologia). والصرف لُغَةً هو التغيّر والتحويل، ومنه تصريف الرياح أي تغيير وجهتها من مكان لآخر.
أما التصريف فهو تحويل الأصل الواحد إلى أبنية مختلفة لمعانٍ مقصودة، ومثال على ذلك:
- شَرِبَ والأصل منه الشُّرْب وهو المصدر الأصلي، أي الاسم الجامد الدال على حدث، نشتقّ من شارِب ومَشْروب ومَشْرَب، وشَراب، وشَرْبة ... وغيرها.

ولعلم الصرف قواعد وأصول نعرف من خلالها أبنية الكلمة والمقصود بذلك صيغها الأصلية والعارضة وما يطرأ عليها من تغير معنوي في دلالتها كالنسبة والتصغير والتثنية والجمع والتأنيث والتذكير في الأسماء، مثال: (تمر الذكريات سريعة)، نرجع الذكريات في هذه الجملة إلى أصلها فتصبح ذكرى فأرى هنا أن ألف التأنيث المقصورة قد قلبت في جمع المؤنث إلى ياء. و كذلك فيما يختص بالأفعال حيث نُحَوِّل الفعل الماضي إلى فعل مضارع والمضارع إلى فعل أمر.
وأيضاً يمكننا أن ندرس بعلم التصريف ما يطرأ على الأفعال من الظواهر التصريفية العامة مثل الزيادة والحذف والقلب المكاني والإبدال والإعلال والإدغام.

## غايات التصريف
و التصريف له غايتان:

### الغاية الأولى (معنوية)
وهي توليد صيغ جديدة تغني اللغة وتقدم ألفاظاً لمعان مختلفة، فإذا أردت على سبيل المثال أن أدل على حدث مرتبط بالزمن أستخدم فعلاً في إحدى صيغه (ماضٍ، مضارع، أمر).
أما إذا أردت أن أدل على حدث مجرد من الزمن أستخدم مصدراً، وإن أردت أن أدل على من قام بالحدث أو من وقع عليه الحدث أو أن أفاضل بين أمرين أو أن أدل على موصوف اتصف بصفة ثابتة أستخدم المشتقات. وهكذا نرى من خلال ما استعرضناه ما يوفره علم الصرف للغتنا العربية من الإثراء والإغناء والإيجاز بالجمع بين معنى الكلمة والدلالة الصرفية لصيغتها.

### الغاية الأخرى (لفظية)
وهي تحقيق الخِفّة في الأصوات حيث نغير بعض الحركات والأحرف كي نزيل عن اللفظة مظاهر الاستثقال فبدل أن نقول (عَوَدَ) نعمد هنا إلى إعلال الواو المتحركة ألفاً فنقول (عاد) وأيضاً بدلاً من أن يقول المرء اصْتَلح نبدل تاء افتعل بـ(ط) فيصبح الفعل اصْطَلح.
وتجدر الإشارة إلى أن ما لا يتناوله علم الصرف ليس على درجة واحدة من الامتناع من الصرف، فمنه:
1. ما لا يتناوله علم الصرف مطلقًا مثل: حروف المعاني والأسماء المبنية والأفعال الجامدة (ليس وعسى ونِعْمَ) وغيرها.
2. ما يتناوله علم الصرف تناولًا جزئيًّا، مثل: الأسماء الأعجمية، مثل (إبراهيم، ويعقوب، وإسماعيل) فهي تُثنّى وتُجمع.
3. ما يتناوله علم الصرف تناولًا ظاهرياً مثل: الاشتقاق من أسماء الأفعال (اُفٍّ وآمين وهاؤم) وغيرها.

ولا بد من الإشارة في النهاية أن واضع هذا العلم هو أبو مسلم معاذ بن الهراء، وهناك من يقول أنه الإمام علي بن أبي طالب رضي الله عنه.

## وصلات خارجية
- هل يفهم المهندسون الحاسوبيّون عِلم الصَّرف التقليدي فهماً عميقاً؟